# Dubowoje (obwód biełgorodzki)
Dubowoje (ros. Дубовое) – osiedle w Rosji, w obwodzie biełgorodzkim, w rejonie biełgorodzkim. W 2010 liczyło 8627 mieszkańców.